# Salamanca (leyenda)
La Salamanca es un lugar legendario que aparece en numerosas leyendas hispanoamericanas. Se trata de un antro donde brujas y demonios celebran sus aquelarres. En el origen de esta tradición confluyen la leyenda española de la Cueva de Salamanca y diversas creencias locales.

## Las leyendas de la Salamanca

### La leyenda en Argentina
Según la leyenda, solo puede encontrar la entrada a la Salamanca aquel que conoce la palabra que hace visible la cueva. Esta historia se originó en zonas guaraníes, y en la actualidad es muy poco común que se cuente como tal.

En su interior, el aventurero debe pasar por tres "pruebas iniciáticas": la primera consiste en resistir el ataque de un chivo maloliente de ojos rojos; la segunda es aguantar la presión de los anillos de una enorme serpiente peluda llamada viborón o culebrón y la última vencer a un "basilisco criollo" de ojos centellantes. Las tres pruebas pueden superarse si se demuestra a las amenazas que no se les tiene temor.

En la provincia de Catamarca, según Villafuerte, a la Salamanca se debe entrar desnudo, siendo guiado por un cuervo; al momento de entrar el futuro iniciado debe escupir sobre una imagen sagrada, generalmente un crucifijo. 
A veces el mismo Diablo sale de la Salamanca para buscar adeptos; en esos casos toma la forma de el Mandinga, y se aparece como un gaucho vestido lujosamente, con adornos de plata. Los que han estado en la cueva pueden reconocerse porque, según dice la tradición, no proyectan sombra.
Una vez superadas las pruebas, se ingresa a una gran sala de piedra iluminada por lámparas de aceite humano, allí se reúnen para instruirse en la brujería hechiceros, adivinos, brujos, animales colaboradores y espíritus familiares. 
Reina allí un gran alboroto de risas, gritos y llantos. Los concurrentes pueden aprender artes como la curandería y el idioma de los animales, o simplemente a hacer daño.

### Leyenda santiagueña
Según la versión de los santiagueños y otras zonas del norte de la Argentina, la Salamanca como producto del mestizaje cultural es un espacio destinado a la enseñanza y al intercambio de conocimientos ubicado en una cueva o en el monte. Allí el iniciado aprende el arte que le interesa (domar, bailar, tocar la guitarra, curar, maleficiar y demás) siguiendo las lecciones del Supay (el demonio).
La tradición cuenta que si alguien escucha la música de la Salamanca caerá en una vida de terror, a menos que se trate de una persona de buena fe o tenga un rosario entre sus manos para no caer en la tentación del Supay.

Muchos aseguran que a la Salamanca concurren a hacer pactos con el diablo diversos artistas que quieren utilizar al máximo sus dotes. Esto también implica un "descanso" repleto de sufrimiento.
Varios artistas han reflejado la Salamanca en sus obras tanto plásticas como musicales.

### Cueva de La Salamanca en la provincia de Buenos Aires
En las proximidades de la localidad de Obligado, en la provincia de Buenos Aires, se encuentra una cueva llamada La Salamanca. Es la más conocida de un sistema de cuevas sobre las barrancas que caen al río Paraná, y obviamente recibe su nombre de la leyenda, ya que se creía que era un antro infernal.